# Ján Laco
Ján Laco (* 1. Dezember 1981 in Liptovský Mikuláš, Tschechoslowakei) ist ein slowakischer Eishockeytorwart, der seit Mai 2016 bei Piráti Chomutov unter Vertrag steht.

## Karriere
Ján Laco begann seine Karriere als Eishockeyspieler in seiner Heimatstadt in der Nachwuchsabteilung des MHk 32 Liptovský Mikuláš, für dessen Profimannschaft er von 2000 bis 2005 in der Extraliga aktiv war. Nachdem der Torwart sich dort in der Saison 2004/05 einen Stammplatz erarbeitet hatte, wechselte er gegen Saisonende zum slowakischen Topclub HC Košice, bei dem er in den folgenden beiden Jahren konstante Leistungen zeigte. Dennoch kehrte er für die Saison 2007/08 zu seinem Heimatclub MHk 32 Liptovský Mikuláš zurück. 
Von 2008 bis 2010 stand Laco beim HKm Zvolen zwischen den Pfosten und war mit einem Gegentorschnitt von 2.39 bzw. 2.63 in der Hauptrunde jeweils einer der besten Torwarte der gesamten Extraliga. In Zvolen konnte sich der Slowake für einen Probevertrag beim neu gegründeten HC Lev Poprad aus der Kontinentalen Hockey-Liga empfehlen. Da der HC Lev den Spielbetrieb nicht aufnahm, wechselte Laco zum HK Nitra, wo er als Back-Up von Michal Fikrt fungierte. Im Juli 2011 wechselte Laco dann zum zweiten Mal zum HC Lev. Bereits 2012 ging er jedoch zum HK Donbass Donezk und absolvierte in den folgenden zwei Spieljahren insgesamt 46 KHL-Partien für den Klub. Dieser zog sich aufgrund der Ukraine-Krise im Sommer 2014 vom Spielbetrieb zurück und Ján Laco folgte seinem Trainer Andrei Nasarow zu Barys Astana.

## Erfolge und Auszeichnungen
- 2012 Silbermedaille bei der Weltmeisterschaft
- 2012 Bester Torhüter der Weltmeisterschaft
- 2012 All-Star-Team der Weltmeisterschaft
- 2013 IIHF Continental-Cup-Sieger mit dem HK Donbass Donezk
- 2013 Bester Torhüter des IIHF Continental-Cup